# Europese PGA Tour 1983
De Europese PGA Tour 1983 was het twaalfde seizoen van de Europese PGA Tour en werd georganiseerd door de Britse Professional Golfers' Association. Het seizoen bestond uit 28 toernooien.
Dit seizoen stond er twee nieuwe toernooien op de kalender: het Timex Open en het Glasgow Open. De Welsh Golf Classic verdween van de kalender.

## Kalender
| Data  | Data  | Toernooi                             | Baan                             | Land                     | Winnaar              | Score     | Info           |
| ----- | ----- | ------------------------------------ | -------------------------------- | ------------------------ | -------------------- | --------- | -------------- |
| 14-04 | 17-04 | Tunisian Open                        | El Kantaoui Golf Course          | Tunesië                  | Mark James           | 284 (-4)  |                |
| 21-04 | 24-04 | Madrid Open                          | Real Club de la Puerta de Hierro | Spanje                   | Sandy Lyle           | 285 (-3)  |                |
| 28-04 | 01-05 | Italian Open                         | Golf Club Ugolino                | Italië                   | Bernhard Langer      | 271 (-17) |                |
| 05-05 | 08-05 | Paco Rabanne Open de France          | Golf d'Ormesson                  | Frankrijk                | Nick Faldo           | 277 (-11) |                |
| 12-05 | 15-05 | Martini International                | Wilmslow Golf Club               | Engeland                 | Nick Faldo           | 268 (-12) |                |
| 19-05 | 22-05 | Car Care Plan International          | Sand Moor Golf Club              | Engeland                 | Nick Faldo           | 272 (-8)  |                |
| 27-05 | 30-05 | Sun Alliance PGA Championship        | Royal St George’s Golf Club      | Engeland                 | Seve Ballesteros     | 278 (-10) |                |
| 02-06 | 05-06 | Silk Cut Masters                     | Marriott St. Pierre Golf Club    | Wales                    | Ian Woosnam          | 269 (-15) |                |
| 09-06 | 12-06 | Jersey Open                          | La Moye Golf Club                | Jersey                   | Jeff Hall            | 278 (-10) |                |
| 16-06 | 19-06 | Timex Open                           | Golf de Biarritz                 | Frankrijk                | Manuel Ballesteros   | 262 (-14) | Nieuw toernooi |
| 23-06 | 26-06 | Glasgow Golf Classic                 | Haggs Castle Golf Club           | Schotland                | Bernhard Langer      | 274 (-16) | Nieuw toernooi |
| 30-06 | 03-07 | Scandinavian Enterprise Open         | Ullna Golf Club                  | Zweden                   | Sam Torrance         | 280 (-8)  |                |
| 06-07 | 09-07 | State Express Classic                | The Belfry Golf Club             | Engeland                 | Hugh Baiocchi        | 279 (-9)  |                |
| 14-07 | 17-07 | The Open Championship                | Royal Birkdale Golf Club         | Engeland                 | Tom Watson           | 275 (-9)  |                |
| 21-07 | 24-07 | Lawrence Batley International        | Bingley St. Ives Golf Club       | Engeland                 | Nick Faldo           | 266 (-18) |                |
| 26-07 | 31-07 | Lufthansa German Open                | Golf- und Land-Club Köln         | Bondsrepubliek Duitsland | Corey Pavin          | 275 (-13) |                |
| 04-08 | 06-08 | KLM Dutch Open                       | Kennemer Golf & Country Club     | Nederland                | Ken Brown            | 274 (-14) |                |
| 11-08 | 14-08 | Carroll's Irish Open                 | The Royal Dublin Golf Club       | Ierland                  | Seve Ballesteros     | 271 (-17) |                |
| 18-08 | 21-08 | Benson and Hedges International Open | Fulford Golf Club                | Engeland                 | John Bland           | 273 (-15) |                |
| 01-09 | 04-09 | European Open Championship           | Sunningdale Golf Club            | Engeland                 | Isao Aoki            | 274 (-6)  |                |
| 08-09 | 11-09 | Swiss Open                           | Golf Club Crans-sur-Sierre       | Zwitserland              | Nick Faldo           | 268 (-20) |                |
| 15-09 | 18-09 | St. Mellion Timeshare TPC            | St. Mellion Golf Club            | Engeland                 | Bernhard Langer      | 269 (-11) |                |
| 22-09 | 25-09 | Bob Hope British Classic             | Moor Park Golf Club              | Engeland                 | José Maria Cañizares | 269 (-19) |                |
| 29-09 | 02-10 | Trophée Lancôme                      | Saint-Nom-la-Bretèche Golf Club  | Frankrijk                | Seve Ballesteros     | 269 (-19) |                |
| 14-10 | 17-10 | Suntory World Match Play             | The Wentworth Club               | Engeland                 | Greg Norman          | -         |                |
| 20-10 | 23-10 | Benson and Hedges Spanish Open       | Real Club de Golf Las Brisas     | Spanje                   | Eamonn Darcy         | 277 (-11) |                |
| 27-10 | 30-10 | Sanyo Open                           | Club de Golf de Sant Cugat       | Spanje                   | Des Smyth            | 279 (-9)  |                |
| 03-11 | 06-11 | Portuguese Open                      | Tróia Golf                       | Portugal                 | Sam Torrance         | 286 (-2)  |                |

## Order of Merit
De Order of Merit wordt gebaseerd op basis van het verdiende geld.
| Rang | Speler               | Land                     | Prijzengeld (£) |
| ---- | -------------------- | ------------------------ | --------------- |
| 1    | Nick Faldo           | Engeland                 | 119.416         |
| 2    | Seve Ballesteros     | Spanje                   | 99.502          |
| 3    | Bernhard Langer      | Bondsrepubliek Duitsland | 73.734          |
| 4    | José Maria Cañizares | Spanje                   | 68.345          |
| 5    | Sandy Lyle           | Schotland                | 54.218          |
| 6    | Sam Torrance         | Schotland                | 50.381          |
| 7    | Ken Brown            | Schotland                | 44.350          |
| 8    | Eamonn Darcy         | Ierland                  | 43.299          |
| 9    | Ian Woosnam          | Wales                    | 43.000          |
| 10   | Brian Waites         | Engeland                 | 42.826          |